# EasyPASS

Logo des EasyPASS-Programms

EasyPASS ist die Bezeichnung für ein von der deutschen Bundespolizei betriebenes automatisiertes Grenzkontrollsystem für Reisende aus bestimmten Ländern, die nach Deutschland einreisen oder ausreisen. Es ist mittlerweile an den Flughäfen Frankfurt, München, Hamburg, Hannover, Düsseldorf, Stuttgart, Berlin Brandenburg und Köln/Bonn verfügbar.

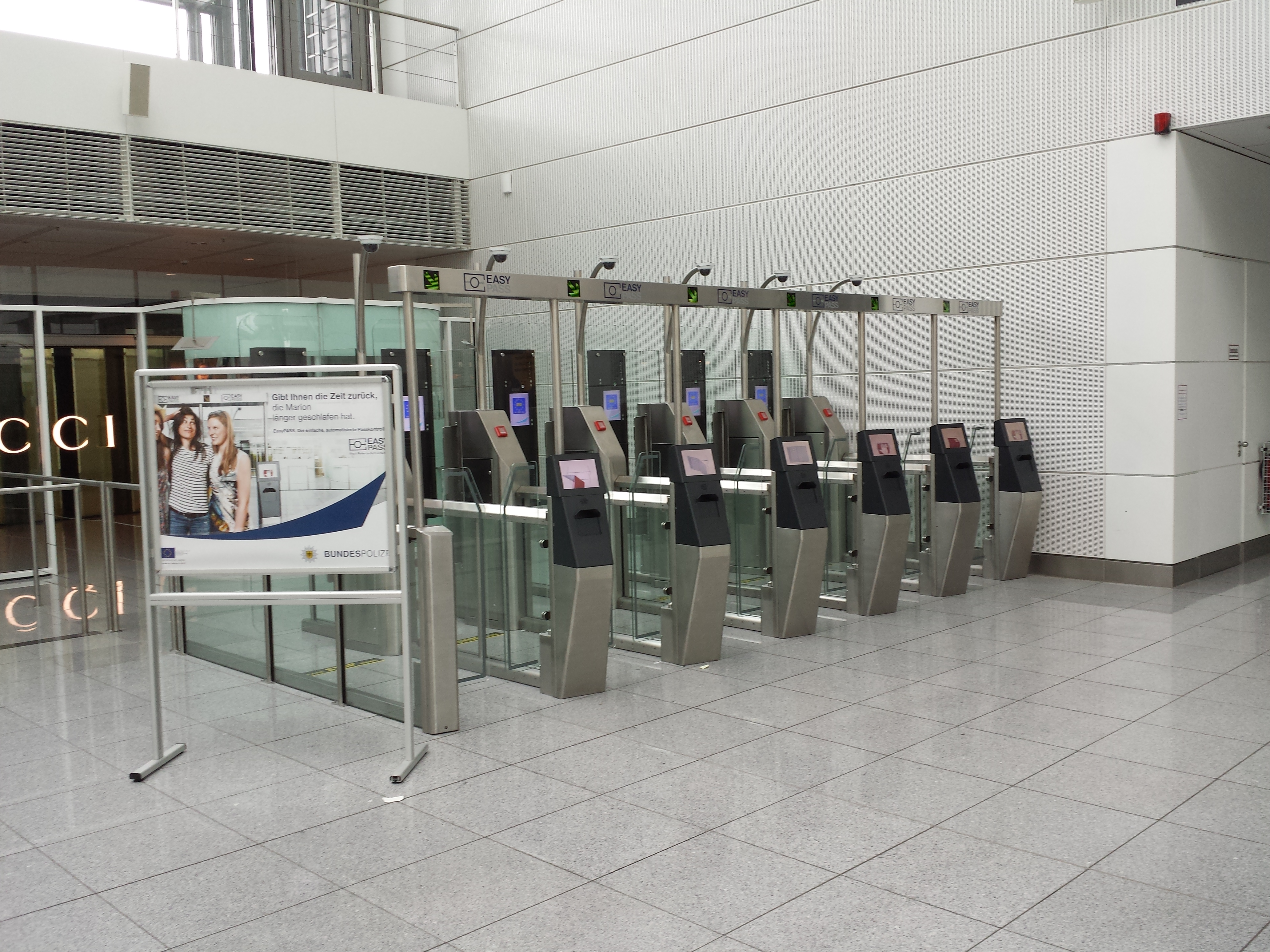
EasyPASS am Flughafen München

## Teilnahme
Reisende ab 12 Jahren aus der EU, dem EWR und der Schweiz können das System ohne weitere Anmeldung nutzen, soweit sie einen biometrischen Reisepass oder einen deutschen Personalausweis mitführen. Darüber hinaus sind Bürger einiger anderer Staaten (derzeit Hongkong, Vereinigte Staaten, Südkorea und Taiwan) zur Nutzung des automatisierten Grenzkontrollsystems berechtigt, sofern sie sich für das EasyPASS-RTP (Registered Traveler Program) registrieren. Ebenso ist für Inhaber deutscher Aufenthaltstitel die Nutzung möglich sofern sie einen biometrischen Reisepass besitzen.
Im Gegenzug sind Deutsche zur Teilnahme an den vergleichbaren Programmen Global Entry, e-Channel und SES nach vorheriger Registrierung berechtigt. Seit 3. Juli 2023 können Reisende ab 12 Jahren aus allen Staaten das System ohne weitere Anmeldung nutzen, soweit sie einen biometrischen Reisepass mitführen und im Besitz eines deutschen Aufenthaltstitels oder eines deutschen Visums (Visum der Kategorie D) für den längerfristigen Aufenthalt (nur bei der Ausreise mit EasyPASS nutzbar) sind. Dazu muss lediglich der biometrische Reisepass des Heimatstaates verwendet und aufgelegt werden, der Aufenthaltstitel braucht nicht aufgelegt werden.

## Funktion

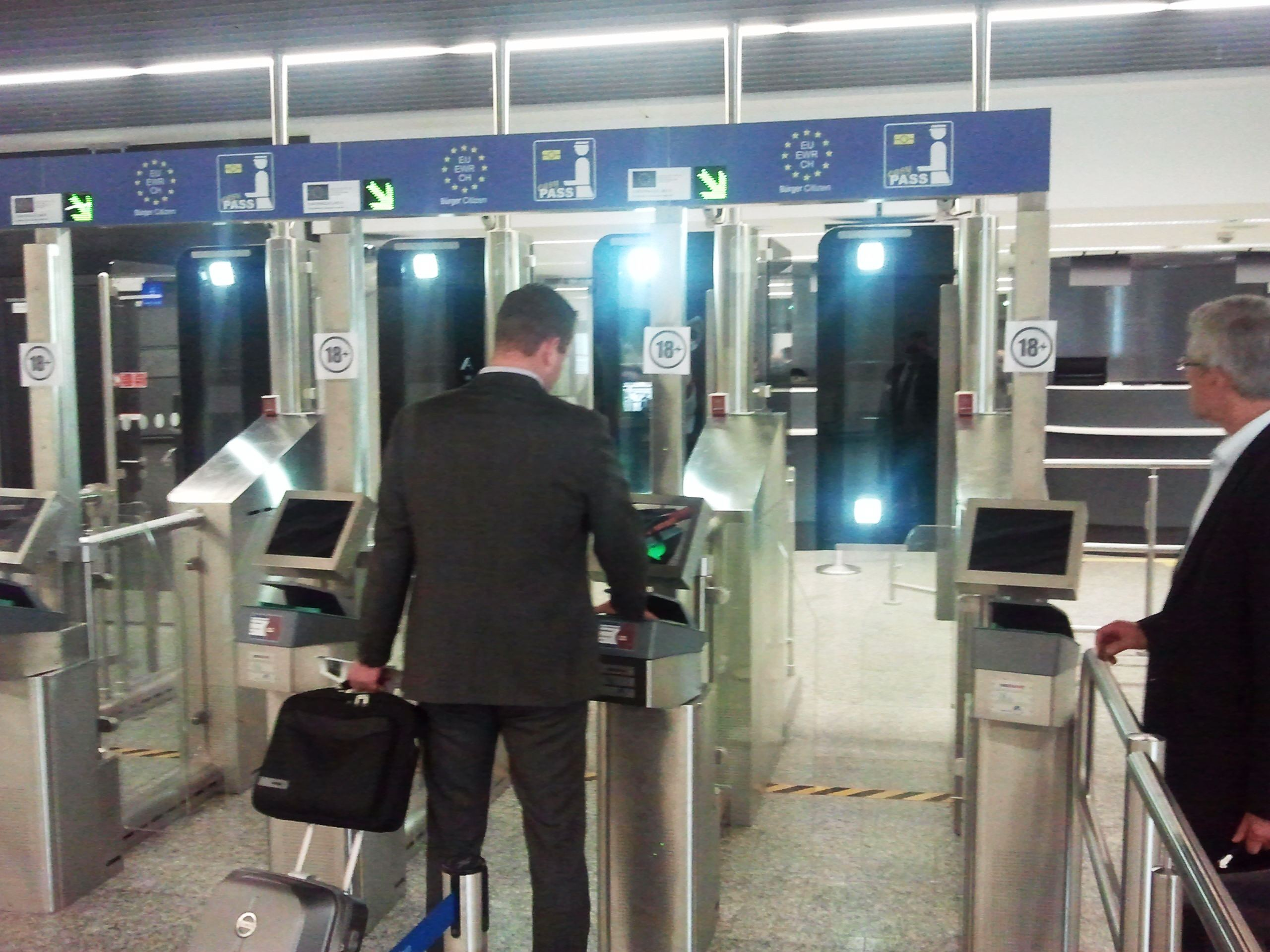
EasyPASS (alt) mit einem Nutzer am Dokumentenlesegerät

Das System nutzt zur Kontrolle die elektronisch im Reisepass gespeicherten Daten und führt zur Identitätsfeststellung einen biometrischen Vergleich des Gesichts mit dem im Reisepass gespeicherten Lichtbild durch.
Die Reisenden legen hierzu ihr Reisedokument auf den am Eingang der Kontrollschleuse befindlichen Dokumentenleser auf, der die elektronischen Daten aus dem Reisedokument ausliest und eine Echtheitsprüfung durchführt. Es findet zusätzlich zur Echtzeitprüfung noch ein Abgleich mit folgenden Datenbanken statt (wie bei einer regulären Grenzkontrolle am Schalter):
- INPOL-neu
- Schengener Informationssystem
- Interpol Stolen and Lost Travel Documents Database

Im Anschluss betritt der Reisende die Schleuse und es wird mittels Kamera der biometrische Abgleich des Gesichts mit dem Passbild durchgeführt.
Ist das Reisedokument echt, der biometrische Abgleich erfolgreich vollzogen und keine Übereinstimmungen mit einer Datenbank vorhanden, öffnet sich der Ausgang und die Grenzkontrolle ist beendet. Andernfalls erfolgt die Ausleitung zu einem Grenzpolizisten der Bundespolizei.
Die Grenzkontrolle mit EasyPASS dauert im Idealfall unter 18 Sekunden und beschleunigt dadurch die Grenzkontrolle. Möglich wird das durch den parallelen Betrieb von bis zu sechs eGates, denn so stehen deutlich mehr Kontrollkapazitäten für die Reisenden zur Verfügung.

## Technologie
Die am Eingang der Schleuse installierten Dokumentenlesegeräte überprüfen auf Grundlage der technischen Richtlinie TR-03135 des Bundesamtes für Sicherheit in der Informationstechnik die optischen und elektronischen Sicherheitsmerkmale der Reisedokumente. Hierzu werden über ein Terminal-Control-Center (TCC) die notwendigen Zertifikate für den Zugriff auf die elektronischen Speichermedien des Reisepasses verwaltet. Das TCC führt sämtliche kryptographischen Funktionen und das Schlüsselmanagement für die angeschlossenen eGates durch. Diese Prozesse laufen vollständig im Hintergrund ab.
Ein intelligentes Kamerasystem übernimmt den Abgleich des Gesichtsbildes mit dem Passbild. Hierzu wird eine Gesichtserkennungssoftware verwendet.
Die eGates besitzen darüber hinaus ein „innovatives Hintergrund-Management-System“, mit dem alle zentral gesteuert und konfiguriert werden können. Die zentrale Schnittstelle in den eGates wird durch die Middleware Biomiddle sichergestellt.
Für eine eGate-Konfiguration steht den Grenzkontrollbeamten ein Monitoring-System zur Verfügung. Über dieses können die Prozesse in den eGates und die Ergebnisse der biometrischen Verifikation beobachtet werden.

## Verwendung

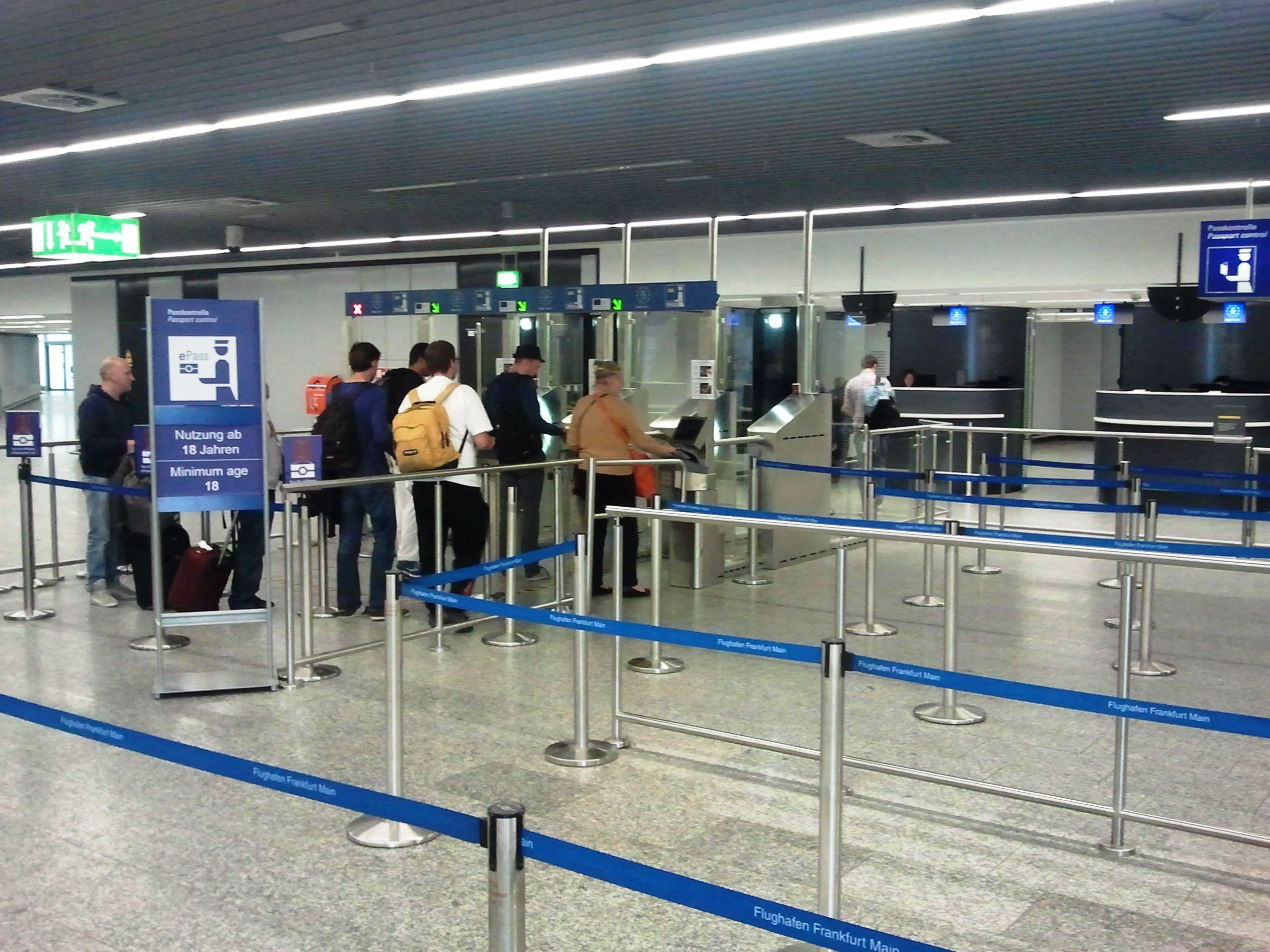
Grenzkontrollbereich des aktuell installierten EasyPASS-Systems

Die Bundespolizei betreibt derzeit eGates an den Flughäfen Frankfurt, Berlin Brandenburg, Düsseldorf, Hamburg, Köln/Bonn, München, Stuttgart und Hannover. Somit stehen derzeit bereits über 255 solcher Kontrollschleusen an deutschen Flughäfen zur Verfügung.
Am 22. August 2013 wurde nach Abschluss des Vergabeverfahrens der entsprechende Vertrag mit den Konsortialpartnern Bundesdruckerei GmbH und Secunet Security Networks AG unterzeichnet.